# Jhang
Jhang (in urdu جهنگ) è una città del Pakistan, situata nella provincia del Punjab.

## Monumenti e luoghi di interesse
- Casa di Abdus Salam